# Reichsversammlung in Worms 1269
Die Reichsversammlung in Worms 1269 fand Mitte April 1269 in Worms statt.

## Vorgeschichte
König Richard brach im August 1268 zu seinem vierten und letzten Aufenthalt nach Deutschland auf, zog rheinaufwärts und konnte dabei seine Autorität in den Gebieten entlang des Rheins wieder herstellen. Am 7. März 1269 traf er in Worms ein. In seiner Begleitung befand sich sein elfjähriger Sohn Edmund von Cornwall. Für April 1269 lud der König zu einem Reichstag in Worms ein.

## Verlauf
Wichtiges Thema der Beratungen war die Erneuerung des Landfriedens im Herrschaftsbereich des Königs, der sich aber auf das Gebiet entlang des Rheins beschränkte. Der Landfriede wurde auch beschlossen und Erzbischof Werner von Mainz mit der Durchführung des Beschlusses betraut. Weiter sollten das Ungeld in den Städten und Zölle aufgehoben werden, insbesondere die Rheinzölle, außer in Boppard und Kaiserswerth. Die Aufhebung der Rheinzölle lag im besonderen Interesse der Städte und deren handeltreibender Oberschicht. Die Aufhebung des Ungeldes dagegen traf besonders die Städte, deren Haupteinnahmequelle diese Steuer war. Den Anfang machte der König gleich damit, dass er am 20. April 1269 den Rat der Stadt Worms zwang, auf das Erheben des Ungelds zu verzichten.

## Teilnehmer
Als Teilnehmer an der Reichsversammlung sind – neben dem König – namentlich bekannt:
- Erzbischof Werner von Mainz[1]
- Erzbischof Heinrich II. von Trier[1]
- Bischof Eberhard I. von Worms[1]
- Bischof Heinrich II. von speyer[1]
- Bischof Heinrich I. von Chur[1]
- Pfalzgraf Ludwig II. bei Rhein[1]
- Graf Emich IV. von Leiningen[1]
- Graf Friedrich III. von Leiningen[1]
- Graf Diether V. von Katzenelnbogen[1]
- Graf Eberhard I. von Katzenelnbogen[1]
- Wildgraf Emich II. von Kyrburg[1]
- Raugraf Ruprecht II. von Altenbaumburg[1]
- Raugraf Konrad II. von Stolzenburg[1]
- Ein Graf von Hochburg[Anm. 3][1]
- Philipp von Hohenfels mit zwei Söhnen[1]
- Philipp I. von Falkenstein und seine Söhne[1]
  - Werner I. von Falkenstein[1] und
  - Philipp II. von Falkenstein[1]
- Wernher von Bolanden[1] und sein Bruder,
- Philipp von Bolanden[1]
- ein Herr von Hohenlohe[Anm. 4][1]
- Engelbert von Weinsberg[1]
- Heinrich II. von Neuffen[1]

Dieser Teilnehmerkreis, der sich ausschließlich auf Bischöfe und Adelige des rheinischen Bereichs beschränkte, spiegelte das Herrschaftsgebiet von König Richard. Das übrige Reich ignorierte ihn und die Reichsversammlung.

## Weiteres Geschehen
Mindestens bis zum 20. April 1269 hielt sich der König in Worms auf. Die nächste von ihm erhaltene Urkunde stellte er am 12. Mai 1269 in Frankfurt am Main aus. Am 16. Juni 1269 heiratete er in Kaiserslautern seine dritte Ehefrau, die Beatrix von Falkenburg, eine Nichte des Erzbischofs Engelbert II. von Köln. Anschließend kehrte das Paar im Juli 1269 über Mainz nach England zurück, wo sie am 3. August 1269 in Dover eintrafen.
Der Rat der Stadt Worms ersetzte den durch den Entfall des Ungeldes verursachten Einnahmeausfall, indem er am 3. Februar 1272 eine Akzise einführte.